# Perrig Quéméneur
Perrig Quéméneur (Landerneau, Finisterre, 26 de abril de 1984) es un ciclista francés que fue profesional entre 2008 y septiembre de 2019.

## Trayectoria
Debutó como profesional en 2008 con el equipo Bouygues Telecom, en el que permaneció toda su carrera, pese a que no siempre con la misma denominación.
En su primera participación en el Tour de Francia, en 2011, ganó el premio a la combatividad en la primera etapa.
El 5 de julio de 2019 anunció su retirada como ciclista profesional tras la disputa de la Bretagne Classic el 1 de septiembre.

## Palmarés
No consiguió victorias como profesional.

## Resultados en Grandes Vueltas
| Carrera | Carrera         | 2008 | 2009 | 2010  | 2011  | 2012 | 2013 | 2014 | 2015 | 2016 | 2017  | 2018 | 2019 |
| ------- | --------------- | ---- | ---- | ----- | ----- | ---- | ---- | ---- | ---- | ---- | ----- | ---- | ---- |
|         | Giro de Italia  | —    | —    | —     | —     | —    | —    | 80.º | —    | —    | —     | —    | —    |
|         | Tour de Francia | —    | —    | —     | 151.º | —    | —    | 83.º | 74.º | —    | 106.º | —    | —    |
|         | Vuelta a España | —    | —    | 100.º | —     | —    | —    | —    | —    | 74.º | —     | —    | —    |

—: no participa

Ab.: abandono

## Equipos
- Bouygues Telecom/Europcar/Direct Énergie (2008-2019)[9]
  - Bouygues Telecom (2008)
  - Bbox-Bouygues Telecom (2009-2010)
  - Team Europcar (2011-2015)
  - Direct Énergie (2016-2019)[10]
  - Team Total Direct Énergie (2019)